# Алгебричне рівняння
Алгебраїчне рівня́ння, також алгебричне рівняння — рівняння вигляду
{\displaystyle P(x_{1},x_{2},\ldots ,x_{n})=0,}
де {\displaystyle P} — многочлен від змінних {\displaystyle x_{1},\ldots ,x_{n}}. Ці змінні називають невідомими.
Впорядкований набір чисел {\displaystyle a_{1},\ldots ,a_{n}} задовольняє цьому рівнянню, якщо при заміні {\displaystyle x_{1}} на {\displaystyle a_{1}}, {\displaystyle x_{2}} на {\displaystyle a_{2}} і так далі отримується правильна числова рівність (наприклад, упорядкована трійка чисел {\displaystyle (3,4,5)} задовольняє рівнянню {\displaystyle x^{2}+y^{2}=z^{2}}, оскільки {\displaystyle 3^{2}+4^{2}=5^{2}}). Число, що задовольняє алгебричне рівняння з одним невідомим, називають коренем цього рівняння. Множина всіх наборів чисел, що задовольняють дане рівняння, є множиною розв'язків цього рівняння. Два алгебричні рівняння, що мають одну й ту ж множину розв'язків, називаються рівносильними.
Степенем многочлена {\displaystyle P} називається степінь рівняння {\displaystyle P(x_{1},\ldots ,x_{n})=0.} Наприклад, {\displaystyle 3x-5y+z=c} — рівняння першого степеня, {\displaystyle x^{2}+y^{2}=z^{2}} — другого степеня, а {\displaystyle x^{4}-3x^{3}+1=0} — четвертого степеня. Рівняння першого степеня називають також лінійними. Алгебричне рівняння з одним невідомим має скінченну кількість коренів, а множина розв'язків алгебричного рівняння з більшою кількістю невідомих може бути нескінченною множиною наборів чисел. Тому здебільшого розглядають не окремі алгебричні рівняння з {\displaystyle n} невідомими, а системи рівнянь і шукають набори чисел, які одночасно задовольняють всі рівняння цієї системи. Сукупність усіх таких наборів утворює множину розв'язків системи. Наприклад, множина розв'язків системи рівнянь
{\displaystyle \left\{{\begin{matrix}x^{2}+y^{2}=10&\\x^{2}-y^{2}=8&\end{matrix}}\right.}
така: {\displaystyle {(3;1),(3;-1),(-3;1),(-3;-1)}.}

## Розв'язання
Алгебричні рівняння з одним невідомим степеня {\displaystyle n} завжди можна записати у вигляді {\displaystyle a_{0}x^{n}+a_{0}x^{n-1}+\dots +a_{n}=0}. Формули для розв'язання алгебричних рівнянь 1-го степеня {\displaystyle ax+b=0} і 2-го степеня {\displaystyle ax^{2}+bx+c=0} (квадратне рівняння) даються в елементарній алгебрі.
Відомі формули для розв'язання алгебричних рівнянь 3-го степеня (кубічне рівняння) і 4-го степеня. Для алгебричних рівнянь 5-го і вищих степенів не існує загальної формули, яка б виражала корені через коефіцієнти рівняння за допомогою скінченного числа арифметичних операцій і добування коренів (довів Н. Абель, поч. XIX століття).
Докладніше: Теорема Абеля — Руффіні

## Історія
Алгебричні рівняння 1-го степеня з одним невідомим розв'язували вже в давньому Єгипті і давньому Вавилоні. Вавилонські переписувачі вміли розв'язувати і квадратні рівняння, а також найпростіші системи лінійних рівнянь і рівнянь 2-го степеня. За допомогою особливих таблиць вони розв'язували і деякі рівняння 3-го степеня, наприклад {\displaystyle x^{3}+x=a}.
У Стародавній Греції квадратні рівняння розв'язували за допомогою геометричних побудов. Грецький математик Діофант розробив методи розв'язування алгебричних рівнянь і систем таких рівнянь з багатьма невідомими в раціональних числах. Наприклад, він розв'язав у раціональних числах рівняння {\displaystyle x^{4}-y^{4}+z^{4}=n^{2},} систему рівнянь {\displaystyle \left\{{\begin{matrix}y^{3}+x^{2}=u^{2}&\\z^{2}+x^{2}=v^{3}&\end{matrix}}\right.} тощо. (див. Діофантові рівняння).
Деякі геометричні задачі: подвоєння куба, трисекція кута, побудова правильного семикутника, зводяться до розв'язання кубічних рівнянь. Для їх розв'язання необхідно було відшукати точки перетину конічних перетинів (еліпсів, парабол і гіпербол). Користуючись геометричними методами, математики середньовічного Сходу досліджували розв'язки кубічних рівнянь. Проте їм не вдалося вивести загальну формулу для їх розв'язку. Першим великим відкриттям західноєвропейської математики стала отримана в XVI столітті формула для розв'язання кубічного рівняння. Оскільки в той час від'ємні числа ще не набули поширення, довелося окремо розбирати такі типи рівнянь: {\displaystyle x^{3}+px=q,} {\displaystyle x^{3}+q=px} тощо. Італійський математик С. дель-Феро (1465—1526) розв'язав рівняння {\displaystyle x^{3}+px=q} і повідомив розв'язок своєму зятю й учневі А.-М. Фіоре, який викликав на математичний турнір чудового математика-самоука Н. Тарталью (1499−1557). За кілька днів до турніру Тарталья знайшов загальний метод розв'язування кубічних рівнянь і переміг, швидко розв'язавши всі запропоновані йому 30 завдань. Проте знайдену Тартальєю формулу розв'язку однорідного рівняння {\displaystyle x^{3}+px+q=0}
{\displaystyle x={\sqrt[{3}]{-{q \over 2}+{\sqrt {{q^{2} \over 4}+{p^{3} \over 27}}}}}+{\sqrt[{3}]{-{q \over 2}-{\sqrt {{q^{2} \over 4}+{p^{3} \over 27}}}}}}
опублікував не він, а італійський учений Дж. Кардано (1501—1576), який дізнався її від Тартальї. Тоді ж Л. Феррарі (1522—1565), учень Кардано, знайшов розв'язок рівняння 4-го степеня.
Створення алгебричної символіки й узагальнення поняття числа аж до комплексних чисел дозволили в XVII—XVIII ст. досліджувати загальні властивості алгебричних рівнянь вищих степенів, а також загальні властивості многочленів від однієї і кількох змінних.
Одною з найважливіших задач теорії алгебричних рівнянь у XVII—XVIII ст. було відшукання формули для розв'язку рівняння 5-го степеня. Після безплідних пошуків багатьох поколінь алгебристів зусиллями французького вченого XVIII ст. Ж. Лагранжа (1736—1813), італійського вченого П. Руффіні (1765—1822) і норвезького математика Н. Абеля наприкінці XVIII — на початку XIX ст. було доведено, що не існує формули, за допомогою якої можна виразити корені будь-якого рівняння 5-го степеня через його коефіцієнти, використовуючи лише арифметичні операції й операцію кореня. Ці дослідження завершено роботами Е. Галуа, теорія якого дозволяє для будь-якого рівняння визначити, чи виражаються його корені в радикалах (див. Теорія Галуа). Ще до цього К. Ф. Гаус розв'язав задачу знаходження в квадратних радикалах коренів однорідного рівняння {\displaystyle x^{n}-1=0}, до якого зводиться задача про побудову за допомогою циркуля і лінійки правильного {\displaystyle n}-кутника. Зокрема, неможливо за допомогою цих інструментів побудувати правильний семикутник, дев'ятикутник і т. д. — така побудова можлива тоді, коли {\displaystyle n} — просте число вигляду {\displaystyle 2^{2^{k}}+1} чи добуток різних простих чисел такого вигляду.
Поряд з пошуком формул для розв'язків конкретних рівнянь було досліджено питання про існування коренів алгебричного рівняння. У XVIII ст. французький філософ і математик Ж. д'Аламбер довів, що будь-яке алгебричне рівняння ненульового степеня з комплексними коефіцієнтами має хоча б один комплексний корінь. У доведенні Д'Аламбера були пропуски, які пізніше заповнив Гаус. З цієї теореми випливало, що будь-який многочлен степеня {\displaystyle n} розкладається на {\displaystyle n} лінійних множників.
В наш час теорія систем алгебричних рівнянь перетворилася на самостійну галузь математики — алгебричну геометрію. Вона вивчає лінії, поверхні та многовиди вищих розмірностей, що задаються системами таких рівнянь.